# Union Volleyball Waldviertel
Die Union Volleyball Raiffeisen Waldviertel ist ein österreichischer Volleyball-Verein aus dem Waldviertel in Niederösterreich. Der Sportverein wurde als Union Volleyball Arbesbach gegründet. Der Verein ist Mitglied des Niederösterreichischen Volleyball Verbandes. Die Heimspiele werden in der Stadthalle Zwettl ausgetragen, die Vereinsfarben sind rot und schwarz.

## Geschichte
Die Union Volleyball Waldviertel wurde als Union Volleyball Arbesbach gegründet, der Mitte der 1990 beschloss, nicht nur Nachwuchsarbeit in Volleyball im Waldviertel anzubieten, sondern in der 1. Klasse anzutreten und mit dem 4. Platz abschloss. Schon ein Jahr, 1996, später spielte der Verein als erster Verein aus dem Waldviertel in der 1. Bundesliga. Die nächsten Jahre stieg der Verein bis in die Landesliga ab. 2003 spielten die Arbesbacher in der 2. Bundesliga und seit 2006 in der Austrian Volley League. Die Vereinsführung strebte danach, Spielgemeinschaften und Kooperationen mit den benachbarten Volleyballclubs, unter anderem in Zwettl, zu gründen. Ab der Spielsaison 2011/12 startete die SG Arbesbach in die Meisterschaft, 2013/14 benannte sich die Spielgemeinschaft in Union Volleyball Waldviertel um. 2014 ging mit SMS Zwettl die erste Partnerschule eine Kooperation mit der Union Volleyball Arbesbach ein, 2017 die IMC Fachhochschule Krems.

## Team
Der Kader für die Saison 2021/22 besteht aus folgenden Spielern.
| Name                | Nummer | Nation      | Größe  | Geburtsjahr | Position               | Angriffshöhe |
| ------------------- | ------ | ----------- | ------ | ----------- | ---------------------- | ------------ |
| Valentin Blaginov   | 1      | Bulgarien   | 200 cm | 2000        | Mittelblocker          | 345 cm       |
| Daulton Sinoski     | 2      | Kanada      | 203 cm | 1997        | Diagonalspieler        | 355 cm       |
| Timon Wessely       | 3      | Österreich  | 194 cm | 2003        | Mittelblocker          | 320 cm       |
| Martin Weber        | 5      | Argentinien | 186 cm | 1994        | Libero                 | 314 cm       |
| Pavel Bartos        | 6      | Tschechien  | 191 cm | 1994        | Zuspieler              | 335 cm       |
| Audrius Knasas      | 7      | Litauen     | 189 cm | 1998        | Annahme/Außenangreifer | 340 cm       |
| Jakob Reiter        | 9      | Österreich  | 177 cm | 1998        | Libero                 | 322 cm       |
| Christopher Hahn    | 10     | Österreich  | 195 cm | 1999        | Zuspieler              | 343 cm       |
| Daan Streutker      | 11     | Niederlande | 202 cm | 1999        | Diagonalspieler        | 351 cm       |
| Raphael Trauth      | 12     | Österreich  | 190 cm | 2000        | Annahme/Außenangreifer | 335 cm       |
| Peter Schnabel      | 15     | Deutschland | 198 cm | 1997        | Mittelblocker          | 341 cm       |
| Samuel Taylor-Parks | 16     | Kanada      | 203 cm | 1997        | Mittelblocker          | 360 cm       |
| Marek Šulc          | 17     | Tschechien  | 190 cm | 1998        | Annahme/Außenangreifer | 340 cm       |

Vor der Saison 2021/22 waren folgende Spieler Teil des Kaders.
| Name                | Nummer | Nation       | Größe  | Geburtsjahr | Position        |
| ------------------- | ------ | ------------ | ------ | ----------- | --------------- |
| Thomas Heptinstall  | 13     | Australien   | 206 cm | 1999        | Diagonalangriff |
| Artūr Vincėlovič    | 4      | Litauen      | 186 cm | 1997        | Außenangriff    |
| Martin Licek        | 8      | Tschechien   | 197 cm | 1995        | Außenangriff    |
| Rudinei Boff        | 9      | Brasilien    | 198 cm | 1986        | Außenangriff    |
| Vaggelis Vaiopoulos | 1      | Griechenland | 202 cm | 1997        | Mittelblock     |
| Maciej Borris       | 18     | Polen        | 202 cm | 1994        | Mittelblock     |
| Leonhard Tille      | 7      | Deutschland  | 182 cm | 1995        | Libero          |

## Erfolge
- 1 × Teilnahme am CEV-Pokal: 2018/19
- 5 × Teilnahme am CEV Challenge Cup: 2012/13, 2014/15, 2015/16, 2016/17, 2017/18
- Aufstieg in die Bundesliga: 2004/05
- Austrian Volley Cup Meister 2021/22[5]
- Winner Austrian Volley League 2021/22
- Winner Austrian Volley Supercup 2022/23